# Жижила
Жижила (рум. Jijila) — село у повіті Тулча в Румунії. Адміністративний центр комуни Жижила.
Село розташоване на відстані 188 км на північний схід від Бухареста, 53 км на захід від Тулчі, 131 км на північ від Констанци, 16 км на південний схід від Галаца.

## Населення
За даними перепису населення 2002 року у селі проживали 4372 особи. Рідною мовою 4367 осіб (99,9%) назвали румунську.
Національний склад населення села:
| Національність   | Кількість осіб | Відсоток |
| ---------------- | -------------- | -------- |
| румуни           | 4367           | 99,9%    |
| росіяни-липовани | 5              | 0,1%     |